# عبد الغاية (عبد الغاية سواحل)
عبد الغاية هي إحدى مشيخات المملكة المغربية، تتبع جغرافيا لإقليم الحسيمة وإداريًا لعبد الغاية سواحل. يقدر عدد سكانها بـ 5,107 نسمة حسب الإحصاء الرسمي للسكان والسكنى لسنة 2004.